# Catania Football Club
El Catania Football Club es un club de fútbol de Italia, con sede en Catania, Sicilia. Fue fundado en 1929 y refundado varias veces. Compite en la Serie C, tercera categoría del fútbol italiano.
A lo largo de su historia ha participado en diecisiete ediciones de la Serie A, la última de ellas en la temporada 2013-14. Su título más importante fue el campeonato de la Serie B en 1953-54, mientras que la mejor participación en la Serie A fue un octavo lugar en la  temporada 2012-13.

## Historia
Antes de que se creara el equipo actual, la ciudad siciliana había tenido distintos clubes amateur desde 1908. Con la llegada del fútbol profesional, varias entidades locales se fusionaron con la Unione Sportiva Catanese en 1929 para crear un único representativo, la Società Sportiva Catania. La nueva sociedad debutó en la temporada 1929-30 de Segunda División —equivalente a la cuarta categoría— y en 1934 logró ascender a la Serie B. Tras quedar disuelta con la interrupción de los campeonatos en 1943, en el marco de la Segunda Guerra Mundial, fue refundada en 1946 como el Club Calcio Catania, nombre que ha mantenido la mayor parte de su historia.

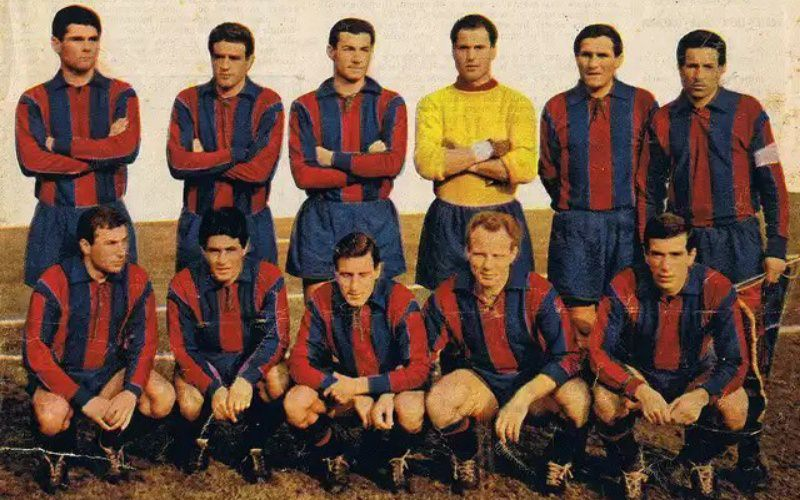
Plantilla del Catania en 1961.

El equipo se asentó en la segunda categoría hasta que en 1953-54 logró un histórico ascenso a la Serie A como campeón. En su debut firmó un duodécimo puesto que le habría garantizado la salvación, pero fue descendido administrativamente por una irregularidad deportiva. En 1960, bajo la dirección de Carmelo Di Bella, el Catania regresó a la Serie A y se mantuvo en la élite durante las seis siguientes ediciones, con hitos como la victoria frente al Inter de Milán en la última jornada de la temporada 1960-61 que dejó a los nerazzurri sin el título de liga. Di Bella permaneció al frente del Catania hasta su descenso en 1966.
En 1969 el constructor Angelo Massimino asumió la presidencia y se mantuvo al frente durante las siguientes tres décadas. Bajo su gestión, el Catania hizo una notable inversión para mantenerse en el fútbol profesional y tuvo dos breves apariciones en la Serie A (1970-71 y 1983-84), pero no logró consolidarse en la máxima categoría y en 1988 llegó incluso a descender a la Serie C1. Al finalizar la temporada 1992-93, los problemas económicos de la entidad provocaron su descenso administrativo a categorías regionales, de las que logra salir a lo largo de la década con una renovada gestión deportiva, encabezada desde 2004 por el empresario Antonino Pulvirenti.
El Catania Calcio regresó a la Serie A en 2006-07 y logró permanecer en la élite durante ocho temporadas. En esa etapa se hizo conocido por contratar a numerosos futbolistas argentinos, hasta catorce en la misma plantilla en 2011-12. Por sus filas pasaron jugadores albicelestes como Mariano Izco, Maxi López, Matías Silvestre y Gonzalo Bergessio entre otros. El Catania fue también el primer equipo al que Diego Simeone dirigió en Europa como entrenador. La mejor posición en ese tiempo fue un octavo lugar al término de la edición 2012-13, muy cerca de los puestos euopeos. No obstante, en 2013-14 terminó antepenúltimo y certificó su descenso a segunda división.
El descenso del club coincidió con los problemas financieros y legales del máximo accionista, que en 2015 llegó a ser detenido por su presunta implicación en una red de partidos amañados. Después de un nuevo descenso a la Serie C en 2016, la institución se declaró en concurso de acreedores y fue adquirida en 2020 por un consorcio de empresarios que a su vez intentó vendérsela al dirigente Joe Tacopina, en una operación que nunca se llegó a completar. Las deudas del Calcio Catania eran tan elevadas que el club se declaró en bancarrota el 22 de diciembre de 2021 y cuatro meses después, el 9 de abril de 2022, fue expulsado de la liga profesional a falta de dos jornadas.
En junio de 2022, el empresario australiano Ross Pelligra impulsó una operación para refundar la entidad con la colaboración del ayuntamiento de Catania y del exfutbolista Vince Grella. La nueva sociedad, llamada Catania SSD, asumió la historia del antiguo Calcio Catania y se inscribió en la Serie D a partir de la temporada 2022-23. En su primer año el equipo ascendió a la Serie C, y en la temporada 2023-24 se proclamó campeón de la Coppa Italia Serie C.

## Uniforme
Los colores sociales del Catania SSD son el rojo y el azul, presentes también en la bandera oficial de la ciudad. Esta disposición, descrita en los estatutos fundacionales como «el rojo fuego del Etna y el azul del mar», ya había sido usada por la S.S. Catania desde 1929. A partir de la década de 1950, la camiseta está compuesta por franjas verticales en ambos colores, cuyo ancho e intensidad ha variado con el paso del tiempo.

## Infraestructura

### Estadio

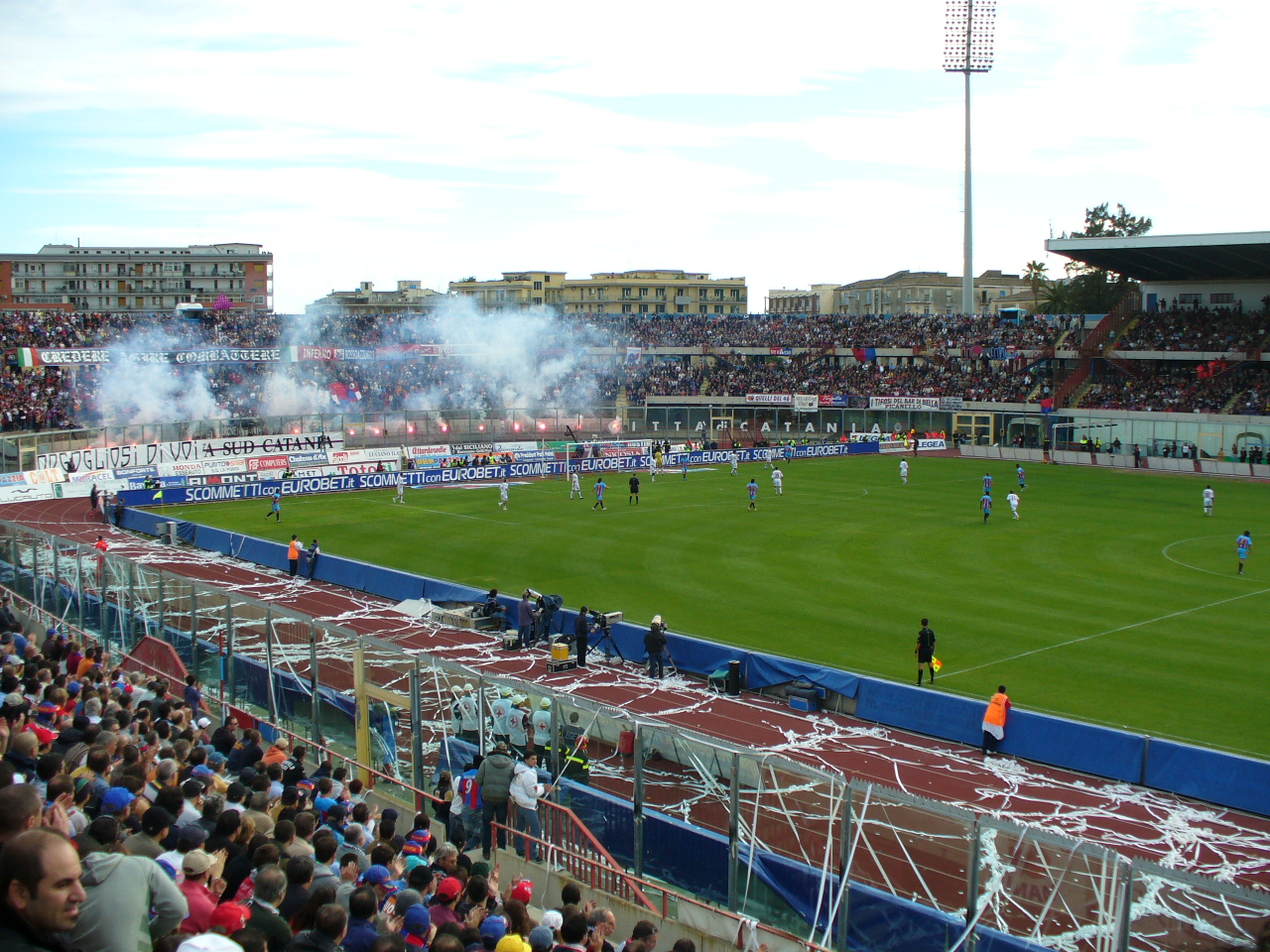
Interior del Estadio Angelo Massimino (2006).

El Catania SSD disputa sus partidos en el Estadio Angelo Massimino, con aforo para 20 016 espectadores y césped natural. Fue inaugurado en 1937 con el nombre de Estadio Cibali, en referencia al barrio donde está situado, y en 2002 adoptó su nombre actual en honor al expresidente Angelo Massimino. El terreno de juego está rodeado por una pista de atletismo de ocho carriles. Este recinto ha sido también sede de la Universiada de 1997.

### Instalaciones deportivas
El equipo entrena en el centro deportivo Torre del Grifo Village, inaugurado el 18 de mayo de 2011 y ubicado en el barrio de Mascalucia. Este complejo abarca una superficie de 150 000 m² y cuenta con cuatro campos de fútbol reglamentarios —dos de hierba natural y dos de césped artificial—, dos piscinas, cuatro gimnasios y un centro de rehabilitación. Parte de la instalación está abierta al público general.

## Jugadores

### Estadísticas individuales
| Máximos goleadores | Máximos goleadores  | Máximos goleadores | Más partidos disputados | Más partidos disputados | Más partidos disputados |
| ------------------ | ------------------- | ------------------ | ----------------------- | ----------------------- | ----------------------- |
| 1.                 | Federico Custodio   | 78 goles           | 1.                      | Damiano Morra           | 320 partidos            |
| 2.                 | Giuseppe Mascara    | 61 goles           | 2.                      | Marco Biagianti         | 281 partidos            |
| 3.                 | Francesco Lodi      | 51 goles           | 3.                      | Mariano Izco            | 280 partidos            |
| 4.                 | Gionatha Spinesi    | 49 goles           | 4.                      | Rino Rado               | 257 partidos            |
| 5.                 | Adelmo Prenna       | 48 goles           | 5.                      | Giuseppe Mascara        | 238 partidos            |
| 6.                 | Guido Klein         | 47 goles           | 6.                      | Luciano Buzzacchera     | 236 partidos            |
| 7.                 | Loriano Cipriani    | 42 goles           | 7.                      | Nicola Fusco            | 222 partidos            |
| 8.                 | Giampietro Spagnolo | 41 goles           | 8.                      | Domenico Labrocca       | 220 partidos            |
| 9.                 | Gonzalo Bergessio   | 37 goles           | 9.                      | Francesco Lodi          | 209 partidos            |
| 10.                | Claudio Ciceri      | 36 goles           | 10.                     | Angelo Pereni           | 192 partidos            |

## Palmarés

### Torneos nacionales
- Serie B (1): 1953-54.
- Coppa Italia Serie C (1): 2023-24.[16]

### Torneos interregionales
- Prima Divisione (1): 1933-34 (Grupo D)
- Serie C (4): 1938-39 (Grupo H), 1947-48 (Grupo T), 1948-49 (Grupo D), 1974-75 (Grupo C)
- Serie C1 (1): 1979-80 (Grupo B)
- Serie C2 (1): 1998-99 (Grupo C)
- Serie D (1): 2022-23 (Grupo I)
- Campionato Nazionale Dilettanti (1): 1994-95 (Grupo I)